# Ochtendung
Ochtendung è un comune di 5.190 abitanti della Renania-Palatinato, in Germania.
Appartiene al circondario (Landkreis) di Mayen-Coblenza (targa MYK) ed è parte della comunità amministrativa (Verbandsgemeinde) di Maifeld.

## Amministrazione

### Gemellaggi
- Caiazzo, dall'8 maggio 1995